# جامعة لامبونغ
جامعة لامبونغ (بالإندونيسية: Universitas Lampung) هي مؤسسة تعليم عالي تقع في بندر لامبونغ -عاصمة مقاطعة لامبونغ، إندونيسيا . افتتحت رسميا في 23 سبتمبر 1965.

## كليات
- كلية الاقتصاد والأعمال
- كلية الحقوق
- كلية التربية والتعليم
- كلية الزراعة
- كلية الهندسة
- كلية علوم الاجتماعية وعلوم السياسة
- كلية الرياضيات والعلوم
- كلية الطب

## الوصلات الخارجية
- (بالإندونيسية) (بالإنجليزية) الموقع الرسمي للجامعة لامبونغ